# 赵铁锤
赵铁锤（1951年7月—），河南郏县人，中华人民共和国政治人物，国家安全生产监督管理总局副局长兼国家煤矿安全监察局局长。
赵铁锤1969年开始在河南省平顶山矿务局十矿工作，1984年加入中国共产党，1985年升任平顶山矿务局十一矿副矿长，1990年升任平顶山矿务局大庄矿矿长。1993年，赵铁锤出任平顶山矿务局党委副书记，1995年出任改制后的平顶山煤业（集团）有限责任公司党委书记、副董事长，次年调任平顶山市市委常委。1999年年底上调中央，任国家煤炭工业局副局长，次年改任国家煤矿安全监察局副局长。2001年，赵担任国家安全生产监督管理局副局长，2005年兼任国家煤矿安全监察局局长。
2008年10月17日，中国工会十五大在北京开幕，选举赵铁锤出任主席团委员。